# Hung Up
"Hung Up" je najavni singl američke pjevačice Madonne s desetog studijskog albuma Confessions on a Dance Floor. Pjesma je izdana kao prvi singl s albuma 17. listopada 2005. pod Warner Bros. Sadrži melodiju hit singla "Gimme! Gimme! Gimme! (A Man After Midnight)" grupe ABBA, za čije je dopuštenje Madonna osobno tražila ABBA-ine tekstopisce Benny Anderssona i Björn Ulvaeusa. "Hung Up" je prva Madonnina pjesma koja se našla na iTunesima. U pjesmi se osjeti utjecaj pop glazbe 1980-ih s plesnim ritmom, a u pozadini i refrenu je ubačeno kucanje sata koje sugerira strah od gubitka vremena. Tekst pjesme je tipičan za dance pjesme. I ovdje se radi o snažnoj, nezavisnoj ženi koja ima problema u ljubavnoj vezi.
"Hung Up" je primio izrazito dobre komentare kritičara, koji su smatrali kako bi pjesma trebala vratiti Madonninu popularnost koja je umanjena izdavanjem albuma American Life iz 2003. Kritičari su ovu pjesmu proglasili Madonninim najboljim dance izdanjem do tada. Pohvalili su i sinkronizaciju ABBA-inog hita s ovom pjesmom. "Hung Up" je postao svjetska komercijalna uspješnica. Pjesma je dospjela na prvo mjesto ljestvica u 45 zemalja svijeta i tako zaradila mjesto u Guinnessovoj knjizi rekorda. U Sjedinjenim Državama je ovo bio Madonnin 36. Top 10 singl, čime se izjednačila na vrhu popisa s Elvis Presleyem po broju takvih sinlova.
Madonna je pjesmu izvela na mnogim događajima, uključujući i svoje koncertne turneje. Tako je pjesmu izabrala za završnu na Confessions Tour 2006., a u heavy-metal inspiriranom aranžmanu 2008. na Sticky & Sweet Tour. Službeni glazbeni video je nastao u čast John Travolti i njegovima plesnim koracima i filmovima. Video je režirao Johan Renck, a prikazuje Madonnu kako vježba ples u dvorani. Madonnine scene su isprekidane scenama ljudi koji pokazuju svoje plesne vještine u različitim situacijama, uključujući i susjedstvo Los Angelesa i restoran u Londonu. Prikazuje i vještinu parkour.

## Pozadina
Inspuiracija za "Hung Up" je došla iz disco ere 1970-ih, posebice od ABBA, Giorgia Morodera i filma Groznica subotnje večeri (1977). Madonna je pjesmu zamislila kao spoj glazbe koja se puštala u njujorškom noćnom klubu Dancenteria koji je ona obilazila u svojim ranim pjevačkim danima, te glazbe koju je stvorila grupa ABBA. Njihov hit iz 1979., "Gimme! Gimme! Gimme! (A Man After Midnight)", čini temelj pjesme. Tekstopisci ove pjesme, Benny Andersson i Björn Ulvaeus, nikada ne dopuštaju korištenje njihove glazbe, osim u Madonninom slučaju i prije toga grupe The Fugees za pjesmu "Rumble in the Jungle" kada su koristili ABBA-inu pjesmu "The Name of the Game". Kako bi Madonna dobila prava na korištenje melodije pjesme "Gimme! Gimme! Gimme!", morala je poslati zamolbu u Stockholm u kojoj je molila dvojac za dopuštenje, te je napomenula koliko voli njihovu glazbu. Madonna je za BBC rekla: "Oni nikada ne dopuštaju korištenje njihove glazbe. Hvala Bogu da nisu rekli ne. [...] Morali su razmisliti o prijedlogu. Nisu odmah rekli da." Par je dopustio Madonni korištenje glazbe nakon što su potpisali ugovor o autorskim pravima koji im poklanja pravo na značajniji udio na prihode od autorskih prava od prodaje i radijskog emitiranja. U listopadu 2005., Andersson je dao izjavu za The Daily Telegraph  kada je rekao da je njihova pjesma "Gimme! Gimme! Gimme!" srž pjesme "Hung Up", te se šalio kako im je to najdraža Madonnina pjesma ikada. Poslije je još rekao:
"Primamo toliko molbi od ljudi koji nas mole za korištenje naših pjesama, a mi obično kažemo 'ne'. Ovo je bio drugi puta da smo dali dopuštenje. Ovaj smo puta rekli 'da' jer se toliko divimo Madonni, i oduvijek smo se divili. Ona ima odlučnosti da bude tu već 21 godinu. To stvarno nije loše."
Pjesma je svoju premijeru doživjela u rujnu 2005., kada je puštena u reklami za Motoroline uređaje koje su kompatibilni s iTunesima. Ova rekalma je prikazivala Madonnu i njezine plesače zbijene u telefonsku govornicu. Puštena je 17. listopada 2005. tijekom desetominutnog razgovora između Ryan Seacresta i Madonne. Mogla se naći kao ringtone na mobilnim uređajima kod mnogih telefonskih kompanija. Pjesma se pojavila i u epizodama CSI: Miami i CSI: NY 7. studenoga, odnosno 9. studenoga 2005. Dok je promovirala album Confessions on a Dance Floor, Madonna je pjevala ovu pjesmu i sljedeći singl, "Sorry" po noćnim klubovima u New Yorku, gdje je ona bila DJ i puštala obrade pjesama. S obzirom na to da je pjesmu odlučila izdati na iTunesima, Madonna je rekla: "Ja sam poslovna žena. Glazbena industrija se promijenila. Puno je natjecanja, a tržište je preplavljeno novim materijalima - novim 'ovim i onim'. Moraš udružiti snage s ostalim proizvodima i korporacijama. Idiot si ako to ne učiniš."

## Uspjeh singla
Pjesma je bila veliki svjetski hit i uspješnica, te se poepla na prva mjesta ljestvica u više od četrdeset i pet zemalja čime je 2007. zaradila mjesto u Guinnessovoj knjizi rekorda kao pjesma koja se popela na prva mjesta u najviše zemalja. U Sjedinjenim Državama je pjesma debitirala na dvadesetom mjestu Billboard Hot 100 u tjednu sa zvaršnim datumom 5. studenoga 2005. To je bila Madonnina najbolja debitantska pozicija još od "Ray of Light" koji je na ljestvicu ušao na peto mjesto. Isti tjedna je pjesma ušla na Hot Digital Songs na broj šest i postala najviši debitirajući singl na Pop 100 Airplay s 38. mjestom. Sa završnim datumom 7. prosinca 2005., pjesma je ušla u Top 10 Billboardove Hot 100 ljestvice i to na broj sedam, što je postala i najviša pozicija. Pjesma je bila najuspješniji digitalni singl tog tjedna pa je zasjela na vrh Hot Digital Singles ljestvice. Izjednačila je i Madonnu s Elvisom Presleyjem s 36 Top 10 singlova,ali je Madonna 2008 srušila taj rekord svojim singlom "4 Minutes" koji je dospio na treće mjesto Hot 100 ljestvice. Pjesma je debitirala na 25. mjestu i 10. mjestu Hot Dance Club Play i Hot Dance Airplay, te na kraju dospjela na vrh obje ljestvice. Pjesma je dospjela na sedmo mjesto Pop 100 ljestvice. Singl je 18. kolovoza 2008. zaradio platinastu certifikaciju koju mu je dodijelila Recording Industry Association of America za prodanih više od milijun digitalnig primjeraka. Do travnja 2010. pjesma je prodana u 1.200.000 digitalnih primjeraka u Sjedinjenim Državama.
U Australiji je pjesma debitirala na vrhu ljestvice 14. studenoga 2005., ali ju je sljedeći tjedan zamijenila pjesma "My Humps" grupe Black Eyed Peas. Na ljestvici se pjesma zadržala 23 tjedna, te je joj je ARIA dodijelila platinastu certifikaciju za prodanih 70.000 kopija. Na prvo mjesto se pjesma probila i na Canadian Singles Chart, te joj je CRIA dodijelila četverostruku platinastu certifikaciju za prodanih 320.000 kopija. "Hung Up" je debitirala na 67. poziciji u Francuskoj, a sljedeći tjedan se poepla na 1. mjesto. U Irskoj je pjesma debitirala na drugoj poziciji, što je bila najviši ulaz na ljestvicu. Na Novom Zelandu je debitirala na trinaestom mjestu, a sljedeći tjedan je dopsjela na drugo mjesto što joj je ostala najviša pozicija. Od samog vrha ju je odvajala pjesma "Gold Digger" pjevača Kanye Westa.
U Ujedinjenom Kraljevstvu "Hung Up" je debitirao na prvom mjestu 13. studenoga 2005., što je bio Madonnin jedanaesti broj1 u UK-u. Na ljestvici je bila prisutna 29 tjedana. Na vrh se popela na Billboard Eurochart Hot 100 Singles. I u osstaku Europe je pjesma bila broj 1 singl.

## Glazbeni video
Izvorno je za glazbeni video "Hung Up" trebao bit glavni fotograf David LaChapelle. On je imao zamisao s video bude snimljen kao dokumentarni film, slično njegovom filmu Rize iz 2005. u kojemu su se pojavili pet plesača iz videa za "Hung Up". LaChapelle i Madonna se nisu složili oko koncepta, pa je za novog redatelja pozvan Johan Renck. Kako je izjavio za MTV, u to vrijeme je radio s Kate Moss reklamu za H&M kada je primio Madonnin poziv koja je očajnički željela raditi s njime. Sljedeći dan je otišao u Los Angles kako bi upoznao koreografa i stilista koje je angažirala Madonna, koja mu je mailom poslal ideje za video.
"Svidelo mi se to što nismo imali vremena kako bi previše razmišljali i bili previše pametni, [...] Volim kada sam raskomadan i kada ne znam što će se dogoditi i zašto. Samo se moram suočiti s time." - Johan Renck
Madonna je angažirala nekoliko izvođača iz LaChapelleovog "Rize"-a za svoj video, poput Daniela "Cloud" Camposa, Miss Prissy, te Sebastiana Foucana, stručnjaka za parkour, filozofski francuski sport koji je umjetnost pokretanja. Renck je rekao: "Nije stvar u glazbim, nego u iskazivanju tijela. [...] Žejeli smo to pokazati cijeloj publici, bila ona breakdance, jazz ili disco." Kako nisu mogli snimati po cijelom svijetu, setovi su postavljeni u Los Anglesu i Londonu. Tako se u predgrađu Londona snimalo scene Pariza, dok se u jednom restoranu postavio set Shangaija. Renck je predložio da u video uključe i radio kasetofon, koji je predstavljao ujedinjenje svega i svakoga jer se pomoću njega svagdje počinjalo plesati. Scene plesača su snimljene početkom listopada 2005. u svega pola dana, a cjelokupno snimanje je trajalo šest dana. Madonna je rekla da ovaj video odaje čast John Travoltig i plesu općenito. Za snimanje Madonninh plesnih pokreta, koji su bili inspirirani filovima Groznica subotnje večeri (1977) i Briljantin (1978), je bilo potrebno tri sata. Naime, Madonna je par tjedna prije snimanja videa slomila osam kostiju u nesreći kada je pala s konja. Za koreografiju je bio zadužen Jamie King. 
Video započinje tako što Madonna dolazi u baletni studio noseći kasetofon. Uključuje ga, a time započinje i zvuk kucanja sata i početak videa. Noseći ružičaste hulahopke, Madonna se povezuje s glazbom dok se zagrijava. Ove scnene se isprepliću sa scenama grupa ljudi koji plešu po ulicama dok slušaju istu glazbu koja dolazi iz istog kasetofona. Plešu i parkout, penjući se i skačući sa zgrada i stepenica. U drugom dijelu spota, Madonna nastavlja ples u baletnom studiju, dok ljudi s ulice nose svoj kasetofon i ulaze u taksi. Ubacuju se scene ljudi koji plešu po kineskom restoranu i pariškim ulicama. U međuvremenu, Madonna završava svoju vježu, baca ručnik, presvlači se i odlazi na ulicu. Ljudi iz taksija odlaze na podzemnu željeznicu. Nakon još jednog plesa u vlaku, započeinje prijelazni dio skladbe. Prikazuje se Madonna zajedno s plesaćima na plesnom podiju u usporenoj snimci. Kako pjesam opet započinje, Madonna zajedno sa svim plesačima pleše. Video završava tako što Madonna leži na podu baletnog studija.
Video je 2006. nominiran za pet nagrada na MTV Video Music Awards uključujući: "najbolji ženski video", "najbolji dance video", "najbolji pop video", "najbolja koreografija", "video godine", ali nije osvojio niti jednu nagradu.

## Live izvedbe
Madomma je više puta izvodila pjesmu, uključujući dvije turneje i nekoliko dodjela nagrada. Na MTV Europe Music Awards 2005. Madonna izlazi iz sjajne kugle i izvodi "Hung Up", dok nosi ružičaste hulahopek i kožen čizme. Na Grammy dodjeli nagrada 2006. izvodi pjesmu zajedno sa sastavom Gorillaz. Sastav se na pozornici pojavljuje kao hologram. Izvodili su svojupjesmu "Feel Good Inc." a kao gost se pojavljuje reper De La Soul. Zatim se pojavila Madonna na pozornici te je plesala s hologramima sastava, Kasnije joj se pridružuju njezina grupa plesača.
Pjesmu je Madonna izvodila i kao dio promotivne turneje za Confessions on a Dance Floor album, i to u londonskim noćnim klubovima poput Koko Club i G-A-Y. I tu je Madonna izlazila iz velike sjajne kugle u ljubičastoj jakni i visokim čizmama. . Pjesma se našla kao zadnja pjesma koncerta na Confessions Tour. Nalazila se u "disco fever" segmentu. Tijekom izvedbe, plesaći izvode parkour po cijeloj dvorani dok svira uvodna melodija. Madonna se za ovu izvedbu presvlačila. Kako je pjesma napredovala, ona i plesači se okupljaju na centru pozornice i Madonna počinje pjevati. Za vrijeme druge kitice ostavlja jaknu i naočale i odlazi naprijed na pozornicu. Na prednjem dijelu pozornice se pojavljuje kasetofon te Madonna pleseš oko njega. Sa stropa dvorane padaju baloni na gledatelje. Madonna poziva fanove da pjevaju s njom. Zatim Madonna završava s "I'm tired waiting of you", gase se svijetla a na ekranu se ispisuje "Have you confessed?".
Pjesma je bila uključena na kratku Hard Candy Promo Tour. Madonna je nosila sjajnu crnu odjeću, Adidas hlače i visoke čizme. "Hung Up" je bila četvrta pjesma s popisa izvođenja, a Madonna ju je obradila u haevy-metal verziji. Nakon što bi završila s izvedbom "4 Minutes", Madonna bi uzela električnu gitaru i zasvirala prvih par akorda "(I Can't Get No) Satisfaction" grupe The Rolling Stones. Zatim je pitala gledatelje jesu li mislili da su na koncertu Rolling Stonesa. Kada bi publika odgovorila negativno, započela bi s "Hung Up" te bi ju posvetila svima onima koji su čekali u redu za taj koncert. Rekla je da buka koju proizvodi na kraju pjesme zvuči kao misli u glavi onih koji su čekali. Pjesmu je izvodila i na Sticky & Sweet Tour u zadnjem, futurističkom rave, segmentu. Madonna je nosila futurističku robotsku odjeću koju je dizajnirao Heatherette, s metalnim naramanicama i plavom kovrčavom perikom. Pjesma je bila slična onoj s promotivne turneje, ali kako je išla prema kraju sve se više ubacivala melodija ABBA-e. Prije izvedbe pjesme bi acapella pjevala jedan od svojih starih hitova koju bi zatražila publika, najčešće "Express Yourself" i "Like a Virgin". Nakon toga bi na gitari svirala kako bi napravila buku, koju je Madonna posvetila republikanskoj kandidatkinji na predsjedničkim izborima u Sjedinjenim Državama, Sarah Palin. Rekla je: "Želim sse izraziti Sarahi Pelin [dok svira bučne zvukove na električnoj gitari]. Ovo je zvuk u glavi Sarah Pelin dok misli. [...] Sarah Pelin ne može doći na moj tulum. Sarag Palin ne može doći na moj koncert. Nije to ništa osobno." Izvedba završava tako što Madonna nonšalantno odlazi od mikrofona, glumeći da puši cigaretu. te dok počinje melodija zadnje pjesme koncerta, "Give It 2 Me".

## Formati singla
| - Američki 2 x 12" vinyl 1. "Hung Up" (Album Version) - 5:36 2. "Hung Up" (SDP Extended Vocal) - 7:57 3. "Hung Up" (Bill Hamel Remix) - 6:58 4. "Hung Up" (SDP Extended Dub) - 7:57 5. "Hung Up" (Chus & Ceballos Remix) - 10:21 6. "Hung Up" (Tracy Young's Get Up And Dance Groove) - 9:03 - Britanski i europski CD singl 1. "Hung Up" (Euro Radio Version with Vocal fade-out) - 3:23 2. "Hung Up" (Tracy Young's Get Up And Dance Groove Edit) - 4:16 3. "Hung Up" (SDP Extended Vocal) - 7:57 - Britanski 12" vinyl 1. "Hung Up" (Album Version) - 5:36 2. "Hung Up" (SDP Extended Dub) - 7:57 3. "Hung Up" (SDP Extended Vocal) - 7:57 4. "Hung Up" (Tracy Young's Get Up And Dance Groove Edit) - 4:51 | - Američki, europski i kanadski Maxi-CD 1. "Hung Up" (USA Radio Version (with Instrumental fade-out)) - 3:23 2. "Hung Up" (SDP Extended Vocal) - 7:57 3. "Hung Up" (Tracy Young's Get Up and Dance Groove Edit) - 4:15 4. "Hung Up" (Bill Hamel Remix) - 6:58 5. "Hung Up" (Chus & Ceballos Remix) - 10:21 6. "Hung Up" (SDP Extended Dub) - 7:57 - Francuski, japanski i australski CD singl 1. "Hung Up" (Radio Version) - 3:23 2. "Hung Up" (Tracy Young's Get Up and Dance Groove Edit) - 4:15 3. "Hung Up" (SDP Extended Vocal) - 7:57 |

## Službene verzije singla
- Album Version #1 (Mixed) (5:36)
- Album Version #2 (Unmixed) (5:36)
- Radio Version #1 (Promo/Digital Sales & US Maxi CD - Instrumental Fade-Out) (3:23)
- Radio Version #2 (Europski Maxi CD - Vocal Fade-Out) (3:23)
- Album Instrumental (5:36) (samo promo)
- Tracy Young Get Up and Dance Groove (9:03) (US Vinyl 12'' only)
- Tracy Young Get Up and Dance Groove Edit (4:15)
- SDP Extended Vocal (7:57)
- SDP Extended Dub (7:57)
- SDP Extended Vocal Edit (4.57) (iTunes Exclusive)
- LEX Massive Club Mix (8:51) (samo promo)
- LEX Massive Instrumental Mix (8:51) (samo promo)
- LEX Reggaeton Mix (4:35) (nije izdana)
- Bill Hamel Remix (6:58)
- Bill Hamel Remix Edit (4.59) (iTunes Exclusive)
- Chus & Ceballos Remix (10:21)
- Chus & Ceballos Edit (9:40)
- Chus & Ceballos 12" Remix (5:48)(samo promo)[48]
- Chus & Ceballos Remix Edit (5:00) (iTunes Exclusive)
- Archigram Remix (6:59) (besplatni download za posjetitelje madonna.com)

## Uspjeh na ljestvicama
| Ljestvica                          | Pozicija |
| ---------------------------------- | -------- |
| Australija                         | 1        |
| Austrija                           | 1        |
| Belgija (Flandrija)                | 1        |
| Belgija (Valonija)                 | 1        |
| Danska                             | 1        |
| Europa                             | 1        |
| Finska                             | 1        |
| Francuska                          | 1        |
| Irska                              | 2        |
| Italija                            | 1        |
| Kanada                             | 1        |
| Mađarska                           | 1        |
| Nizozemska                         | 1        |
| Norveška                           | 1        |
| Novi Zeland                        | 2        |
| Njemačka                           | 1        |
| Španjolska                         | 1        |
| Švedska                            | 1        |
| Švicarska                          | 1        |
| Ujedinjeno Kraljevstvo             | 1        |
| U.S. Billboard Hot 100             | 7        |
| U.S. Billboard Hot Dance Club Play | 1        |

| Država                 | Certifikacija |
| ---------------------- | ------------- |
| Australija             | Platinasta    |
| Belgija                | Platinasta    |
| Danska                 | 3× Platinasta |
| Francuska              | Zlatna        |
| Kanada                 | 2× Platinasta |
| Njemačka               | 3× Zlatna     |
| Švedska                | 3× Platinasta |
| Švicarska              | Platinasta    |
| Sjedinjene Države      | Platinasta    |
| Ujedinjeno Kraljevstvo | Platinasta    |

### Ljestvica desetljeća
| (2000-09)              | Pozicija |
| ---------------------- | -------- |
| Njemačka               | 22       |
| US Hot Dance/Club Play | 1        |

## Singl u Hrvatskoj
| Pozicija | 1 | 1 | 1 | 1 | 1 | 1 | 1 | 1 | 3 | 3 | 2 | x |

| Pozicija | 5 | 1 | 1 | 1 | 1 | 12 | 21 | x |

## Vanjske poveznice
- Službene web-stranice Madonne